# Marko Mlakar
Marko Mlakar, slovenski smučarski skakalec, * 1954.
Mlakar je bil član kluba SSK Logatec. Nastopal je na tekmah turneje štirih skakalnic med letoma 1975 in 1980, skupno je nastopil na šestnajstih posamičnih tekmah. Najboljšo uvrstitev je dosegel 2. januarja 1979, ko je na tekmi v Partenkirchnu osvojil štirinajsto mesto, skupno pa je bil najvišje na turneji 1978/79, ko je zasedel 42. mesto. Na Svetovnem prvenstvu 1978 v Lahtiju je zasedel 36. mesto na veliki skakalnici in 39. na srednji. Po koncu kariere je deloval kot športni funkcionar, na Svetovnem prvenstvu v smučarskih poletih 2004 na planiški velikanki je bil vodja tekmovanja, na prvenstvih 2006 na Kulmu in 2008 na Letalnici Heini Klopfer pa je bil asistent tehničnega direktorja.